# دهستان دشت ذهاب
دهستان دشت ذهاب، یکی از دهستان‌های بخش دشت ذهاب شهرستان سرپل ذهاب در استان کرمانشاه ایران است. مرکز این دهستان، روستای میرمیرو است.

## فهرست روستاها
کوئیک مجید ، کوئیک محمود ، کوئیک عزیزی‌امین ، کوئیک حسن ، قلعه‌واری ، قلعه‌بهادری ، نوشیروان (سرپل‌ذهاب)، الیاسی خلیفه‌حسین ، تپانی ، سرآب ذهاب ، بی‌بیان ، مله‌دیزگه ، کلاشی عبدالقادر ، قلخانچک شاه‌طوطیا ، قلعه‌ذهاب ، طایشه‌محمود نظری ، بیشگان ، صالح‌کوچری ، تپه‌ماران ، برق‌وباران علیا ، برق‌وباران سفلی ، تپه‌دارآبخان ، کلاره‌مهرآبی ، جابری (سرپل‌ذهاب) ، میرمیرو ، مجری‌لان ، تنگ‌حمام

## جمعیت
بر پایه سرشماری عمومی نفوس و مسکن در سال ۱۳۹۵، جمعیت دهستان دشت ذهاب برابر با ۶٬۴۶۵ نفر بوده‌است.